# Isaiah Oliver
Isaiah Oliver (* 30. September 1996 in Phoenix, Arizona) ist ein US-amerikanischer American-Football-Spieler auf der Position des Cornerbacks. Er spielt zurzeit für die New York Jets in der National Football League (NFL). Zuvor stand Oliver vier Jahre lang bei den Atlanta Falcons sowie ein Jahr bei den San Francisco 49ers unter Vertrag.

## Frühe Jahre
Oliver ging in seiner Geburtsstadt Phoenix, Arizona, auf die Highschool. Später ging er auf die University of Colorado Boulder. Zwischen 2015 und 2017 erzielte er für das Collegefootballteam der University 82 Tackles und drei Interceptions.

## NFL
Im NFL-Draft 2018 wurde Oliver in der zweiten Runde an 58. Stelle von den Atlanta Falcons ausgewählt. Am 9. Mai 2018 unterschrieb er einen Vierjahresvertrag bei den Falcons. In seiner ersten Saison, am 16. Spieltag gegen die Carolina Panthers, konnte Oliver seine erste Interception in der NFL fangen.
In der Saison 2021 verletzte sich Oliver am vierten Spieltag am Knie, so dass er am 5. Oktober 2021 auf die Injured Reserve List gesetzt wurde, was das Saison-Aus für ihn bedeutete.
Im März 2023 unterschrieb Oliver einen Zweijahresvertrag bei den San Francisco 49ers. Er kam 2023 in allen 17 Spielen der Regular Season zum Einsatz, davon sechsmal als Starter, dabei setzte er 58 Tackles, fing eine Interception, wehrte zwei Pässe ab und eroberte einen Fumble. Oliver zog mit den 49ers in den Super Bowl LVIII ein, den sie mit 22:25 nach Overtime gegen die Kansas City Chiefs verloren. Am 23. Februar 2024 wurde Oliver von den 49ers entlassen.
Am 11. März 2024 nahmen die New York Jets Oliver unter Vertrag.

## Persönliches
Olivers Vater Muhammad spielte ebenfalls auf der Position des Cornerbacks in der NFL. Auch sein Onkel Damon Mays spielte in der NFL als Wide Receiver.